# William Twaits
William Twaits (Galt, 20 agosto 1878 – Sarnia, 13 aprile 1941) è stato un calciatore canadese, di ruolo attaccante.
Nel 1904 fece parte della squadra del Galt che conquistò la medaglia d'oro nel torneo di calcio dei Giochi della III Olimpiade. Nel torneo olimpico giocò entrambe le partite, riuscendo a segnare un gol nella seconda partita.